# Filosofía de la lógica
La filosofía de la lógica es el área de la filosofía que estudia el alcance y la naturaleza de la lógica. Investiga los problemas filosóficos planteados por la lógica, como las presuposiciones que a menudo actúan implícitamente en las teorías de la lógica y en su aplicación. Esto implica preguntas sobre cómo debe definirse la lógica y cómo se relacionan los diferentes sistemas lógicos entre sí. Incluye el estudio de la naturaleza de los conceptos fundamentales usados por la lógica y la relación de la lógica con otras disciplinas. Según una caracterización común, la lógica filosófica es la parte de la filosofía de la lógica que estudia la aplicación de métodos lógicos a problemas filosóficos, a menudo en forma de sistemas lógicos extendidos como la lógica modal. Pero otros teóricos establecen la distinción entre la filosofía de la lógica y la lógica filosófica de manera diferente o no la establecen en absoluto. La metalógica está estrechamente relacionada con la filosofía de la lógica como la disciplina que investiga las propiedades de los sistemas lógicos formales, como la consistencia y la completitud.
En la literatura académica se encuentran varias caracterizaciones de la naturaleza de la lógica. La lógica a menudo se ve como el estudio de las leyes del pensamiento, el razonamiento correcto, la inferencia válida o la verdad lógica. Es una ciencia formal que investiga cómo las conclusiones se derivan de las premisas de una manera neutral al tema, es decir, independientemente del asunto específico discutido. Una forma de investigar la naturaleza de la lógica se centra en los puntos comunes entre los distintos sistemas formales lógicos y en cómo difieren de los sistemas formales no lógicos. Consideraciones importantes a este respecto son si el sistema formal en cuestión es compatible con las intuiciones lógicas fundamentales y si es completo. Las diferentes concepciones de la lógica pueden distinguirse en función de si definen la lógica como el estudio de la inferencia válida o de la verdad lógica. Otra distinción entre las concepciones de la lógica se basa en si los criterios de inferencia válida y de verdad lógica se especifican en términos de sintaxis o de semántica.
A menudo se distinguen diferentes tipos de lógica. La lógica suele entenderse como lógica formal y se trata como tal en la mayor parte de este artículo. La lógica formal solo se interesa por la forma de los argumentos, expresados en un lenguaje formal, y se centra en las inferencias deductivas. La lógica informal, por otro lado, aborda una gama mucho más amplia de argumentos que también se encuentran en el lenguaje natural, y que incluyen argumentos no deductivos. La corrección de los argumentos puede depender de otros factores además de su forma, como su contenido o su contexto. En el siglo XX se han desarrollado varios sistemas formales lógicos, las llamadas "lógicas", y la tarea de la filosofía de la lógica es clasificarlos, mostrar cómo se relacionan entre sí y abordar el problema de cómo puede haber una multitud de lógicas en contraste con una lógica universalmente verdadera. Estas lógicas pueden dividirse en la lógica clásica, normalmente identificada con la lógica de primer orden, lógicas extendidas y lógicas desviadas. Las lógicas extendidas aceptan el formalismo básico y los axiomas de la lógica clásica, pero los extienden con un nuevo vocabulario lógico. Las lógicas desviadas, por otro lado, rechazan ciertos supuestos básicos de la lógica clásica y, por lo tanto, son incompatibles con ella.
La filosofía de la lógica también investiga la naturaleza y las implicaciones filosóficas de los conceptos fundamentales de la lógica. Esto incluye el problema de la verdad, especialmente de la verdad lógica, que puede definirse como verdad dependiendo solo de los significados de los términos lógicos utilizados. Otra cuestión se refiere a la naturaleza de las premisas y conclusiones, es decir, si deben entenderlas como pensamientos, proposiciones u oraciones, y cómo se componen de constituyentes más simples. Juntas, las premisas y la conclusión constituyen una inferencia, que puede ser o deductiva o ampliativa, dependiendo de si preserva necesariamente la verdad o introduce información nueva y posiblemente falsa. Una preocupación central en la lógica es si una inferencia deductiva es válida o no. La validez se define a menudo en términos de necesidad, es decir, una inferencia es válida si y solo si es imposible que las premisas sean verdaderas y la conclusión falsa. Las inferencias y los argumentos incorrectos, por otro lado, no respaldan su conclusión. Pueden clasificarse como falacias formales o informales, dependiendo de si pertenecen a la lógica formal o informal. La lógica se ha ocupado principalmente de las reglas definitorias, es decir, de la cuestión de qué reglas de inferencia determinan si un argumento es válido o no. Un tema de investigación separado se refiere a las reglas estratégicas de la lógica: las reglas que gobiernan cómo llegar a una conclusión prevista dado un cierto conjunto de premisas, es decir, qué inferencias hay que hacer para llegar a ella.
La metafísica de la lógica se ocupa del estado metafísico de las leyes y los objetos de la lógica. Una disputa importante en este campo es entre los realistas, que sostienen que la lógica se basa en hechos que tienen una existencia independiente de la mente, y los antirrealistas como los convencionalistas, que sostienen que las leyes de la lógica se basan en las convenciones que rigen el uso del lenguaje. La lógica está estrechamente relacionada con varias disciplinas. Una cuestión central con respecto a la ontología se refiere a los compromisos ontológicos asociados con el uso de la lógica, por ejemplo, con los términos singulares y los cuantificadores existenciales. Una pregunta importante en las matemáticas es si todas las verdades matemáticas pueden fundamentarse en los axiomas de la lógica junto con la teoría de conjuntos. Otros campos relacionados incluyen la informática y la psicología.

## Definición y disciplinas relacionadas
La filosofía de la lógica es el área de la filosofía que estudia la naturaleza de la lógica. Como muchas otras disciplinas, la lógica involucra varios presupuestos filosóficos que son abordados por la filosofía de la lógica. La filosofía de la lógica puede entenderse en analogía con otras ramas de la filosofía específicas de una disciplina: al igual que la filosofía de la ciencia investiga los problemas filosóficos planteados por la ciencia, la filosofía de la lógica investiga los problemas filosóficos planteados por la lógica.
Una cuestión importante estudiada por la filosofía de la lógica es cómo debe definirse la lógica, por ejemplo, en términos de inferencia válida o de verdad lógica. Esto incluye la cuestión de cómo distinguir los sistemas formales lógicos de los no lógicos. Es especialmente relevante para aclarar la relación entre los diversos sistemas lógicos propuestos, tanto clásicos como no clásicos, y para evaluar si todos estos sistemas califican realmente como sistemas lógicos. La filosofía de la lógica también investiga cómo entender los conceptos más fundamentales de la lógica, como verdad, premisas, conclusiones, inferencia, argumento y validez. Trata de aclarar la relación entre la lógica y otros campos, como la ontología, las matemáticas y la psicología.
La filosofía de la lógica está estrechamente relacionada con la lógica filosófica, pero no hay un acuerdo general sobre cómo estas disciplinas se relacionan entre sí. Algunos teóricos usan estos dos términos para la misma disciplina, mientras que otros los ven como disciplinas distintas. Según este último punto de vista, la lógica filosófica contrasta con la filosofía de la lógica en que generalmente se ve como la aplicación de métodos lógicos a problemas filosóficos, a menudo mediante el desarrollo de lógicas desviadas o extendidas. En este sentido, la lógica filosófica es un área de investigación dentro de la filosofía de la lógica, es decir, una parte del estudio general de los problemas filosóficos planteados por la lógica. Pero esta forma de distinción no es universalmente aceptada y algunos autores han propuesto caracterizaciones diferentes. La íntima conexión entre la lógica y la filosofía se refleja también en el hecho de que muchos lógicos famosos fueron también filósofos. La filosofía de la lógica está estrechamente relacionada con la metalógica, pero no es idéntica a ella. La metalógica investiga las propiedades de los sistemas lógicos formales, como si un determinado sistema lógico es consistente o completo. Suele incluir el estudio de la semántica y la sintaxis de los lenguajes formales y los sistemas formales.

## Naturaleza de la lógica
El término "lógica" se basa en la palabra griega "logos", que se asocia con varios sentidos diferentes, como razón, discurso o lenguaje. Hay muchos desacuerdos sobre qué es la lógica y cómo debe definirse. En general, se atribuyen varias características a la lógica, como que estudia la relación entre premisas y conclusiones y que lo hace de una manera neutral al tema. Una tarea importante de la filosofía de la lógica es investigar los criterios según los cuales un sistema formal debe contar como lógica. Diferentes concepciones de la lógica la entienden como basada en la inferencia válida o en la verdad lógica. Los criterios de inferencia válida y de verdad lógica pueden especificarse a su vez de diferentes maneras: basándose en consideraciones sintácticas o semánticas.

### Características generales
Tradicionalmente, la lógica suele entenderse como la disciplina que investiga las leyes del pensamiento. Un problema para esta caracterización es que la lógica no es una disciplina empírica que estudia las regularidades encontradas en el pensamiento humano real: este tema pertenece a la psicología. Esto se capta mejor con otra caracterización que a veces se encuentra en la literatura: que la lógica se ocupa de las leyes del pensamiento correcto o, más específicamente, del razonamiento correcto. Esto refleja la importancia práctica de la lógica como una herramienta para mejorar el razonamiento al sacar buenas inferencias y tomar conciencia de posibles errores. La lógica también se ha definido como la ciencia de la argumentación válida. Esto refleja la definición en términos de razonamiento, ya que la argumentación puede entenderse como una expresión externa del razonamiento interno.
La lógica suele considerarse el fundamento formal de todo conocimiento. Como ciencia formal, contrasta con las ciencias materiales o empíricas, como la física o la biología, ya que se ocupa principalmente de las relaciones inferenciales entre proposiciones, pero no de si estas proposiciones son realmente verdaderas. Por ejemplo, deducir de la proposición "todas las lunas están hechas de queso" que "la luna de la Tierra está hecha de queso" es una inferencia válida. El error en este ejemplo se debe a una premisa falsa perteneciente a la astronomía empírica.
Una característica central de la lógica es su neutralidad temática. Esto significa que se trata de la validez de los argumentos independientemente del asunto discutido en estos argumentos. En este sentido, las ciencias regulares se ocupan del razonamiento correcto dentro de un área específica de investigación, por ejemplo, en relación con los cuerpos materiales para la mecánica clásica o con los seres vivos para la biología, mientras que la lógica se ocupa del razonamiento correcto en general aplicable a todas estas disciplinas. Un problema con esta caracterización es que no siempre está claro cómo deben entenderse los términos "neutralidad temática" y "asunto" en este contexto. Por ejemplo, se podría argumentar que la lógica de primer orden tiene los individuos como su tema, debido a su uso de términos singulares y cuantificadores, y, por lo tanto, no es completamente neutral en cuanto al tema. Una caracterización estrechamente relacionada sostiene que la lógica se ocupa de la forma de los argumentos más que de su contenido. Desde este punto de vista, las ciencias regulares podrían verse como la búsqueda de premisas verdaderas, mientras que la lógica estudia cómo sacar conclusiones de estas o cualquier premisa. Pero esta caracterización también tiene sus problemas debido a las dificultades para distinguir entre forma y contenido. Por ejemplo, dado que la lógica temporal habla del tiempo, esto llevaría a la conclusión implausible de que el tiempo pertenece a la forma y no al contenido de los argumentos. Estas dificultades han llevado a algunos teóricos a dudar de que la lógica tenga un alcance claramente especificable o un carácter esencial.

### Sistemas formales lógicos y no lógicos
Un enfoque para determinar la naturaleza de la lógica consiste en estudiar los diferentes sistemas formales, denominados "lógicas", para determinar qué es lo esencial de todos ellos, es decir, qué los hace lógicas. Los sistemas formales de la lógica son sistematizaciones de verdades lógicas basadas en ciertos principios llamados axiomas. En cuanto a la lógica formal, una pregunta central en la filosofía de la lógica es qué hace que un sistema formal constituya un sistema de la lógica en lugar de una colección de meras marcas junto con reglas sobre cómo deben manipularse. Se ha argumentado que un requisito central es que las marcas y el modo en que se manipulan puedan interpretarse de tal manera que reflejen las intuiciones básicas sobre los argumentos válidos. Esto significaría, por ejemplo, que existen valores de verdad y que el comportamiento de algunas marcas se corresponde con el de operadores lógicos como la negación o la conjunción. Basándose en esta caracterización, algunos teóricos sostienen que ciertos sistemas formales, como la lógica de tres valores o la lógica difusa, se alejan demasiado del concepto común de la lógica para ser considerados sistemas lógicos. Tal posición puede defenderse basándose en la idea de que, al rechazar algunos supuestos lógicos básicos, incluyen un alejamiento demasiado radical de las intuiciones lógicas fundamentales para ser consideradas lógicas. Se ha sugerido que rechazar el principio de bivalencia de la verdad, es decir, que las proposiciones son o verdaderas o falsas, constituye tal caso.
Los metalógicos a veces sostienen que la completitud lógica es un requisito necesario de los sistemas lógicos. Un sistema formal es completo si es posible derivar de sus axiomas todos los teoremas que pertenecen a él. Esto significaría que solo los sistemas formales que son completos deberían entenderse como sistemas lógicos. Un argumento controvertido para este enfoque es que las teorías incompletas no pueden ser formalizadas completamente, lo que contrasta con el carácter formal de la lógica. Desde este punto de vista, la lógica de primer orden constituye un sistema lógico. Pero esto también significaría que las "lógicas" de orden superior no son lógicas estrictamente hablando, debido a su incompletitud.

### Concepciones basadas en inferencia válida o verdad lógica
La lógica suele definirse como el estudio de las inferencias válidas o correctas. Según esta concepción, es la tarea de la lógica proporcionar una explicación general de la diferencia entre inferencias correctas e incorrectas. Una inferencia es un conjunto de premisas junto con una conclusión. Una inferencia es válida si la conclusión se desprende de las premisas, es decir, si la verdad de las premisas asegura la verdad de la conclusión. Otra forma de definir la lógica es como el estudio de la verdad lógica. La verdad lógica es una forma especial de verdad, ya que no depende de cómo son las cosas, es decir, de qué mundo posible es real. En cambio, una proposición lógicamente verdadera es verdadera en todos los mundos posibles. Su verdad se basa únicamente en los significados de los términos que contiene, independientemente de cualquier cuestión empírica de hecho. Hay un vínculo importante entre estas dos concepciones: una inferencia de las premisas a una conclusión es válida si el condicional material de las premisas a la conclusión es lógicamente verdadero. Por ejemplo, la inferencia de "las rosas son rojas y la hierba es verde" a "las rosas son rojas" es válida, ya que el condicional material "si las rosas son rojas y la hierba es verde, entonces las rosas son rojas" es lógicamente verdadero.

### Concepciones basadas en la sintaxis o la semántica
Si la lógica se define como el estudio de la inferencia válida o de la verdad lógica deja abiertos sus criterios exactos. Hay dos formas importantes de especificar estos criterios: el enfoque sintáctico y el semántico, a veces también llamados enfoque deductivo y enfoque de teoría de modelos. En este sentido, una lógica puede definirse como un lenguaje formal junto con un relato de la consecuencia lógica ya sea en términos de deducción o de la teoría de modelos. El enfoque sintáctico trata de captar estas características basándose únicamente en las características sintácticas o formales de las premisas y la conclusión. Esto generalmente se logra expresándolos a través de un simbolismo formal para hacer estos rasgos explícitos e independientes de las ambigüedades e irregularidades del lenguaje natural. En este formalismo, la validez de los argumentos solo depende de la estructura del argumento, específicamente de las constantes lógicas utilizadas en las premisas y la conclusión. Según este punto de vista, una proposición es una consecuencia lógica de un grupo de premisas si y solo si la proposición es deducible de estas premisas. Esta deducción se realiza mediante el uso de reglas de inferencia. Esto significa que, para un argumento válido, no es posible producir premisas verdaderas con una conclusión falsa al sustituir sus constituyentes con elementos pertenecientes a categorías similares mientras se mantienen las constantes lógicas en su lugar. En el caso de las verdades lógicas, tal sustitución no puede hacerlas falsas. Diferentes conjuntos de reglas de inferencia constituyen diferentes sistemas deductivos, por ejemplo, los asociados a la lógica clásica o a la lógica intuicionista. Por lo tanto, si la proposición es una consecuencia lógica depende no solo de las premisas, sino también del sistema deductivo utilizado.
Un problema con el enfoque sintáctico es que el uso del lenguaje formal es central para él. Pero el problema de la lógica, es decir, de la inferencia válida y la verdad lógica, se encuentra no solo en los lenguajes formales, sino también en los lenguajes naturales. Sin embargo, incluso en el ámbito de los lenguajes formales, el problema de la verdad plantea una variedad de problemas, que a menudo requieren un metalenguaje más rico para ser abordado adecuadamente. Esto pone en peligro el enfoque sintáctico incluso cuando se limita a los lenguajes formales. Otra dificultad plantea el hecho de que a menudo no está claro cómo distinguir los rasgos formales de los no formales, es decir, los símbolos lógicos de los no lógicos. Esta distinción se encuentra en el corazón mismo del enfoque sintáctico debido a su papel en la definición de la inferencia válida o la verdad lógica.
El enfoque semántico, en cambio, se centra en la relación entre el lenguaje y la realidad. En la lógica, el estudio de esta relación suele denominarse teoría de modelos. Por esta razón, el enfoque semántico también se conoce como la concepción teórica de modelos de la lógica. Fue concebida inicialmente por Alfred Tarski y caracteriza la verdad lógica no en relación con las constantes lógicas utilizadas en las oraciones, sino con base en las estructuras teóricas de conjuntos que se utilizan para interpretar estas oraciones. La idea detrás de este enfoque es que las oraciones no son verdaderas o falsas por sí mismas, sino que solo son verdaderas o falsas en relación con una interpretación. Las interpretaciones suelen entenderse en términos de la teoría de conjuntos como funciones entre los símbolos utilizados en la oración y un dominio de objetos. Tal función asigna constantes individuales a elementos individuales del dominio y predicados a tuplas de elementos del dominio. Una interpretación de una oración (o de una teoría que comprende varias oraciones) se llama un modelo de esta oración si la oración es verdadera según esta interpretación. Una oración es lógicamente verdadera si es verdadera en todas las interpretaciones, es decir, si cada interpretación es un modelo de esta oración. En este caso, no importa cómo se defina la función de interpretación y el dominio de los objetos a los que apunta, la oración siempre es verdadera. Si las interpretaciones se entienden en términos de mundos posibles, las oraciones lógicamente verdaderas pueden verse como oraciones que son verdaderas en todos los mundos posibles. Expresado en términos de argumentos válidos: un argumento es válido si y solo si su conclusión es verdadera en todos los mundos posibles en los que sus premisas son verdaderas.
Esta concepción evita los problemas del enfoque sintáctico asociados a la dificultad de distinguir entre símbolos lógicos y no lógicos. Pero se enfrenta a otros problemas propios. Por un lado, comparte el problema con el enfoque sintáctico de necesitar un metalenguaje para abordar el problema de la verdad. Por lo tanto, presupone un lenguaje formal que puede ser estudiado desde una perspectiva externa a sí mismo. Esto plantea problemas para generalizar sus ideas a la lógica del lenguaje en general como un medio que lo abarca todo. Por otra parte, ignora la relación entre lenguaje y mundo, ya que define la verdad basándose en la interpretación que tiene lugar únicamente entre los símbolos y los objetos teóricos de conjuntos.

## Tipos de lógicas
El problema de tener que elegir entre una multitud de sistemas lógicos rivales es bastante reciente. Durante mucho tiempo en la historia, la silogística aristotélica fue tratada como el canon de la lógica y hubo muy pocas mejoras sustanciales durante más de dos mil años hasta las obras de George Boole, Bernard Bolzano, Franz Brentano, Gottlob Frege y otros. Estos desarrollos a menudo fueron impulsados por la necesidad de aumentar la flexibilidad expresiva de la lógica y de adaptarla a ámbitos de uso específicos. Un problema central en la filosofía de la lógica, planteado por la proliferación contemporánea de sistemas lógicos, es explicar cómo estos sistemas se relacionan entre sí. Esto trae consigo la pregunta de por qué todos estos sistemas formales merecen el título de "lógica". Otra pregunta es si solo uno de estos sistemas es el correcto o cómo es posible una multiplicidad de sistemas lógicos en lugar de una sola lógica universal. El monismo es la tesis de que solo una lógica es correcta, mientras que el pluralismo permite que diferentes sistemas lógicos alternativos sean correctos para diferentes áreas del discurso. También se ha sugerido que puede haber un concepto universal de la lógica que subyace y unifica todos los diferentes sistemas lógicos.

### Formal e informal
Tradicionalmente, la lógica y la filosofía de la lógica se han centrado principalmente en los argumentos formales, es decir, en los argumentos expresados en un lenguaje formal. Pero también incluyen el estudio de los argumentos informales que se encuentran en el lenguaje natural. La lógica formal suele considerarse la forma paradigmática de la lógica, pero varios desarrollos modernos han enfatizado la importancia de la lógica informal para muchos propósitos prácticos en los que la lógica formal no puede resolver todos los problemas por sí sola. Tanto la lógica formal como la informal pretenden evaluar la corrección de los argumentos. Pero la lógica formal se restringe con respecto a los factores que se utilizan para proporcionar criterios exactos para esta evaluación. La lógica informal trata de tener en cuenta varios factores adicionales y, por lo tanto, es relevante para muchos argumentos que quedan fuera del ámbito de la lógica formal, pero lo hace a costa de la precisión y las reglas generales. Los argumentos que fallan en esta evaluación se denominan falacias. Las falacias formales son falacias dentro del ámbito de la lógica formal, mientras que las falacias informales pertenecen a la lógica informal.
La lógica formal se ocupa de la validez de las inferencias o argumentos basándose únicamente en su forma, es decir, independientemente de su contenido específico y del contexto en el que se utilizan. Esto suele ocurrir a través de la abstracción al ver argumentos particulares como instancias de una cierta forma de argumento. Las formas de argumentos se definen por cómo sus constantes lógicas y variables se relacionan entre sí. De esta manera, diferentes argumentos con contenidos muy diferentes pueden tener la misma forma lógica. Si un argumento es válido solo depende de su forma. Una característica importante de la lógica formal es que para un argumento válido, la verdad de sus premisas asegura la verdad de su conclusión, es decir, es imposible que las premisas sean verdaderas y la conclusión sea falsa.
Un problema grave asociado con el uso de la lógica formal para expresar teorías de varios campos es que estas teorías deben traducirse a un lenguaje formal, generalmente al lenguaje de la lógica de primer orden. Esto es necesario, ya que la lógica formal solo se define para un lenguaje formal específico: por lo tanto, no es directamente aplicable a muchos argumentos expresados de manera diferente. Tales traducciones pueden ser un desafío, ya que los lenguajes formales suelen ser bastante restrictivos. Por ejemplo, a menudo carecen de muchos de los recursos informales que se encuentran en el lenguaje natural. Un problema recurrente es el de la palabra "ser" en español, que tiene una variedad de significados dependiendo del contexto, como identidad, existencia, predicación, inclusión de clases o ubicación.
La lógica informal, por otro lado, tiene una orientación más concreta en el sentido de que trata de evaluar si una instancia específica de un argumento es buena o mala. Esto trae consigo la necesidad de estudiar no solo la forma general del argumento en cuestión, sino también los contenidos utilizados como premisas de este argumento y el contexto en el que se utiliza este argumento. Esto significa que el mismo argumento puede ser tanto bueno, cuando se usa en un contexto, como malo, cuando se usa en otro contexto. Por ejemplo, un argumento del hombre de paja trata de superar la posición del oponente atribuyéndole una posición débil y luego demostrando que esta posición es falsa. En un contexto donde el oponente no mantiene esta posición, el argumento es malo, mientras que puede ser un buen argumento contra un oponente que realmente defiende la posición del hombre de paja. Los argumentos estudiados por la lógica informal suelen expresarse en el lenguaje natural.
La lógica informal no se enfrenta a la necesidad de traducir los argumentos del lenguaje natural a un lenguaje formal para poder evaluarlos. De esta manera, evita varios problemas asociados a esta traducción. Pero esto no resuelve muchos de los problemas que trae consigo el uso del lenguaje natural, como ambigüedades, expresiones vagas o asumir implícitamente premisas en lugar de enunciarlas explícitamente. Muchas de las falacias discutidas en la lógica informal surgen directamente de estas características. Se trata, por ejemplo, de las falacias de ambigüedad y de presunción.

### Clásica y no clásica
Dentro del ámbito de la lógica formal, una distinción importante es entre la lógica clásica y la no clásica. El término lógica clásica se refiere principalmente a la lógica proposicional y a la lógica de primer orden. Es el sistema lógico dominante aceptado y utilizado por la mayoría de los teóricos. Pero la filosofía de la lógica también se ocupa de las lógicas no clásicas o alternativas. A veces se dividen en lógicas extendidas y lógicas desviadas. Las lógicas extendidas son extensiones de la lógica clásica, es decir, aceptan el formalismo básico y los axiomas de la lógica clásica, pero los amplían con un nuevo vocabulario lógico, como la introducción de símbolos para "posibilidad" y "necesidad" en la lógica modal o de símbolos para "a veces" y "siempre" en la lógica temporal. Las lógicas desviadas, por otro lado, rechazan ciertas suposiciones centrales de la lógica clásica. Utilizan axiomas diferentes a los de la lógica clásica, que a menudo son más limitantes con respecto a qué inferencias son válidas. Son "desviadas" en el sentido de que son incompatibles con la lógica clásica y pueden verse como sus rivales.

#### Clásica
El término lógica clásica se refiere principalmente a la lógica proposicional y la lógica de primer orden. Los filósofos suelen tratarla como la forma paradigmática de la lógica y se utiliza en varios campos. Se ocupa de un pequeño número de conceptos lógicos centrales y especifica el papel que desempeñan estos conceptos en hacer inferencias válidas. Estos conceptos centrales incluyen cuantificadores, que expresan ideas como "todos" y "algunos", y conectivos proposicionales, como "y", "o" y "si-entonces". Una distinción entre los conceptos no lógicos es entre términos singulares y predicados. Los términos singulares representan objetos y los predicados representan propiedades o relaciones entre estos objetos. En este sentido, la lógica de primer orden difiere de la lógica aristotélica tradicional, que carecía de predicados correspondientes a las relaciones. La lógica de primer orden permite la cuantificación solo sobre individuos, en contraste con la lógica de orden superior, que permite la cuantificación también sobre predicados.

#### Extendida
Las lógicas extendidas aceptan los axiomas y el vocabulario básico de la lógica clásica. Esto se refleja en el hecho de que los teoremas de la lógica clásica son válidos en ellas. Pero van más allá de la lógica clásica al incluir nuevos símbolos y teoremas adicionales. El objetivo de estos cambios suele ser o aplicar el tratamiento lógico a nuevas áreas o introducir un mayor nivel de abstracción, por ejemplo, en forma de cuantificación aplicada no solo a términos singulares sino también a predicados o proposiciones o a través de predicados de verdad. En este sentido, las lógicas desviadas suelen considerarse rivales de la lógica clásica, mientras que las lógicas extendidas son suplementos de la lógica clásica. Ejemplos importantes de lógicas extendidas son la lógica modal y la lógica de orden superior.
El término "lógica modal", cuando se entiende en su sentido más amplio, se refiere a una variedad de lógicas extendidas, como la lógica modal alética, deóntica o temporal. En su sentido estricto, es idéntico a la lógica modal alética. Mientras que la lógica clásica solo se ocupa de lo que es verdadero o falso, la lógica modal alética incluye nuevos símbolos para expresar lo que es posible o necesariamente verdadero o falso. Estos símbolos toman la forma de operadores proposicionales. Por lo general, los símbolos "{\displaystyle \Diamond }" y "{\displaystyle \Box }" se utilizan para expresar que la oración que les sigue es posible o necesariamente verdadera. Las lógicas modales también incluyen varias reglas de inferencias nuevas que especifican cómo estos nuevos símbolos figuran en los argumentos válidos. Un ejemplo es la fórmula {\displaystyle \Box P\rightarrow \Diamond P}, es decir, que si algo es necesariamente verdadero, entonces también es posiblemente verdadero. Las otras formas de lógica modal, además de la lógica modal alética, aplican los mismos principios a diferentes campos. En la lógica modal deóntica, los símbolos "{\displaystyle \Diamond }" y "{\displaystyle \Box }" se utilizan para expresar qué acciones son permisibles u obligatorias; en la lógica temporal, expresan lo que ocurre en algún momento o en todo momento; en la lógica epistémica, expresan lo que es compatible con las creencias de una persona o lo que esta persona sabe.
Se han sugerido varias reglas de inferencia como axiomas básicos de las diferentes lógicas modales, pero no hay un acuerdo general sobre cuáles son las correctas. Una interpretación influyente de los operadores modales, debida a Saul Kripke, los entiende como cuantificadores sobre mundos posibles. Un mundo posible es una forma completa y consistente de cómo podrían haber sido las cosas. Desde este punto de vista, decir que algo es necesariamente verdadero es decir que es verdadero en todos los mundos posibles accesibles. Un problema para este tipo de caracterizaciones es que parecen ser circulares, ya que los mundos posibles se definen a su vez en términos modales, es decir, como formas de cómo podrían haber sido las cosas.
Incluso cuando se restringe a la lógica modal alética, hay también diferentes tipos de posibilidad y necesidad que pueden significar estos términos. Por ejemplo, según la modalidad física, es necesario que un objeto caiga si se deja caer, ya que esto es lo que dictan las leyes de la naturaleza. Pero según la modalidad lógica, esto no es necesario, ya que las leyes de la naturaleza podrían haber sido diferentes sin llevar a una contradicción lógica.
Las lógicas de orden superior extienden la lógica clásica de predicados de primer orden al incluir nuevas formas de cuantificación. En la lógica de primer orden, la cuantificación está restringida a individuos, como en la fórmula {\displaystyle \exists x(Manzana(x)\land Dulce(x))} (hay algunas manzanas que son dulces). Las lógicas de orden superior permiten la cuantificación no solo sobre individuos sino también sobre predicados, como en {\displaystyle \exists P(P(mary)\land P(john))} (hay algunas cualidades que comparten Mary y John). El aumento del poder expresivo de las lógicas de orden superior es especialmente relevante para las matemáticas. Por ejemplo, un número infinito de axiomas es necesario para la aritmética de Peano y la teoría de conjuntos de Zermelo-Fraenkel en la lógica de primer orden, mientras que la lógica de segundo orden solo necesita un puñado de axiomas para hacer el mismo trabajo. Pero este aumento del poder expresivo tiene ciertos costos. Por un lado, las teorías de orden superior son incompletas: no es posible demostrar todas las oraciones verdaderas a partir de los axiomas de esta teoría. Para las teorías en la lógica de primer orden, en cambio, esto es posible. Otra desventaja es que las lógicas de orden superior parecen estar comprometidas con una forma de platonismo, ya que cuantifican no solo sobre individuos sino también sobre propiedades y relaciones.

#### Desviada
Las lógicas desviadas son formas de lógica en el sentido de que tienen el mismo objetivo que la lógica clásica: explicar qué inferencias son válidas. Difieren de la lógica clásica al dar una explicación diferente. La lógica intuicionista, por ejemplo, rechaza el principio del tercero excluido, que es una forma válida de inferencia en la lógica clásica. Este rechazo se basa en la idea de que la verdad matemática depende de la verificación a través de una demostración. El principio falla para casos en los que tal prueba no es posible, que existen en todo sistema formal suficientemente fuerte, según los teoremas de incompletitud de Gödel. La lógica libre difiere de la lógica clásica porque tiene menos presuposiciones existenciales: permite expresiones no denotativas, es decir, términos individuales que no se refieren a objetos dentro del dominio. Una motivación central para este tipo de modificación es que la lógica libre puede utilizarse para analizar discursos con términos singulares vacíos, como en la expresión "Papá Noel no existe". La lógica plurivalente es una lógica que permite valores de verdad adicionales a los de verdadero y falso de la lógica clásica. En este sentido, rechaza el principio de bivalencia de la verdad. En una forma simple de lógica trivalente, por ejemplo, se introduce un tercer valor de verdad: indefinido.

## Conceptos fundamentales

### Verdad
En lógica, la verdad suele verse como una propiedad de proposiciones u oraciones. Desempeña un papel central en la lógica, ya que la validez a menudo se define en términos de verdad: una inferencia es válida si y solo si es imposible que sus premisas sean verdaderas y su conclusión sea falsa. Las teorías de la verdad tratan de caracterizar la naturaleza de la verdad. Según las teorías de la correspondencia, una proposición es verdadera si corresponde a la realidad, es decir, si representa las cosas como realmente son. Las teorías coherentistas, por otro lado, identifican la verdad con la coherencia. Según este punto de vista, una proposición es verdadera si es una parte coherente de un conjunto específico de proposiciones, es decir, si estas proposiciones son consistentes entre sí y proporcionan apoyo inferencial mutuo entre sí. Según las teorías pragmáticas de la verdad, si una proposición es verdadera depende de su relación con la práctica. Algunas versiones afirman que una proposición es verdadera si creerla es útil, si es el resultado ideal de una investigación interminable o si cumple las normas de asertividad justificada.  Las teorías deflacionarias de la verdad ven la verdad como una noción bastante vacía que carece de una interesante naturaleza propia. Desde este punto de vista, afirmar que una proposición es verdadera es lo mismo que afirmar la proposición misma. Otros temas importantes en la filosofía de la lógica con respecto a la verdad son el valor de la verdad, la paradoja del mentiroso y el principio de bivalencia de la verdad.

#### Verdad lógica
La noción de verdad lógica es central para la lógica. La verdad lógica suele entenderse en términos de la distinción analítico-sintética: una proposición es analíticamente verdadera si su verdad solo depende de los significados de los términos que la componen. Las proposiciones sintéticas, por otro lado, se caracterizan por el hecho de que su verdad depende de factores no lógicos o empíricos. Esto a veces se expresa afirmando que las verdades analíticas son tautologías, cuya negación implicaría una contradicción, mientras que es posible que las proposiciones sintéticas sean verdaderas o falsas. En este sentido, la proposición "ningún soltero es un hombre casado" es analíticamente verdadera, ya que no estar casado forma parte de la definición del término "soltero". La proposición "algunos solteros son felices", por otro lado, es sintéticamente verdadera, ya que depende de factores empíricos no incluidos en el significado de sus términos. Pero se ha puesto en duda si esta distinción es sostenible. Por ejemplo, Willard Van Orman Quine ha argumentado que no hay verdades puramente analíticas, es decir, que todas las proposiciones son en cierta medida empíricas. Pero otros han defendido explícitamente la distinción analítico-sintética contra la crítica de Quine.
Pero no siempre se acepta que las verdades lógicas puedan identificarse con las verdades analíticas. Un enfoque diferente caracteriza las verdades lógicas con respecto a un pequeño subconjunto de los significados de todos los términos: las llamadas constantes lógicas o syncategoremata. Incluyen conectivos proposicionales, como "y" o "si-entonces", cuantificadores, como "para algunos" o "para todos", y la identidad. La lógica proposicional solo se ocupa de la verdad en virtud de conectivos proposicionales, mientras que la lógica de predicados también investiga las verdades basadas en el uso de cuantificadores e identidad. Las lógicas extendidas introducen aún más constantes lógicas, como posibilidad y necesidad en la lógica modal. Una oración es verdadera solo en virtud de las constantes lógicas si todos los términos no lógicos pueden sustituirse libremente por otros términos del tipo apropiado sin afectar ningún cambio en el valor de verdad de la oración. Por ejemplo, la oración "si llueve, entonces llueve" es verdadera solo en virtud de su forma lógica, porque todas las sustituciones de este tipo, como sustituir la expresión "Sócrates es sabio" por la expresión "llueve", también resultan en oraciones verdaderas. Un problema con esta caracterización de la lógica es que no siempre está claro cómo establecer la distinción entre las constantes lógicas y otros símbolos. Si bien hay poca controversia en los casos paradigmáticos, hay varios casos límite en los que parece no haber buenos criterios para decidir la cuestión.

### Premisas y conclusiones
Hay varias discusiones sobre la naturaleza de premisas y conclusiones. Está ampliamente aceptado que tienen que ser portadores de verdad, es decir, que son verdaderas o falsas. Esto es necesario para que puedan cumplir su rol lógico. Tradicionalmente, se entienden como pensamientos o proposiciones, es decir, como objetos mentales o abstractos. Este enfoque ha sido rechazado por varios filósofos, ya que ha resultado difícil especificar criterios de identidad claros para estos tipos de entidades. Un enfoque alternativo sostiene que solo las oraciones pueden actuar como premisas y conclusiones. Las proposiciones están estrechamente relacionadas con las oraciones, ya que son el significado de las oraciones: oraciones expresan proposiciones. Pero este enfoque enfrenta varios problemas propios. Uno se debe al hecho de que el significado de las oraciones generalmente depende del contexto. Debido a esto, puede darse el caso de que la misma inferencia sea válida en un contexto e inválida en otro. Otro problema consiste en el hecho de que algunas oraciones son ambiguas, es decir, que a veces depende de la interpretación de uno si una inferencia es válida o no.
Un aspecto importante tanto de las proposiciones como de las oraciones es que pueden ser simples o complejas. Las proposiciones complejas están formadas por proposiciones simples que están vinculadas entre sí a través de conectivos proposicionales. Las proposiciones simples no tienen otras proposiciones como sus partes, pero normalmente se considera que también están constituidas por otras entidades: por partes subproposicionales como términos singulares y predicados. Por ejemplo, la proposición simple "Marte es rojo" está constituida por el término singular "Marte", al que se aplica el predicado "rojo". En cambio, la proposición "Marte es rojo y Venus es blanco" se compone de dos proposiciones conectadas por el conectivo proposicional "y". En el caso más simple, estos conectivos son conectivos funcionales de verdad: el valor de verdad de la proposición compleja es una función de los valores de verdad de sus constituyentes. Así, la proposición "Marte es rojo y Venus es blanco" es verdadera porque las dos proposiciones que la constituyen son verdaderas. El valor de verdad de las proposiciones simples, por otro lado, depende de sus partes subproposicionales. Esto suele entenderse en términos de referencia: su verdad está determinada por la relación que tienen sus partes subproposicionales con el mundo, es decir, con los objetos extralingüísticos a los que se refieren. Esta relación es estudiada por las teorías de referencia, que tratan de especificar cómo los términos singulares se refieren a los objetos y cómo los predicados se aplican a estos objetos. En el caso de los términos singulares, las sugerencias populares incluyen que el término singular se refiere a su objeto a través de una descripción definida o basándose en relaciones causales con él. En el primer sentido, el nombre "Aristóteles" puede entenderse como la descripción definida "el alumno de Platón que enseñó a Alejandro". En cuanto a los predicados, se suele considerar que se refieren a universales, conceptos o clases de objetos.

### Inferencia y argumento
Una inferencia es el proceso de razonamiento desde premisas hasta una conclusión. La relación entre las premisas y la conclusión se denomina "consecuencia lógica". Un argumento se compone de las premisas, la conclusión y la relación entre ellas. Sin embargo, los términos "inferencia", "argumento" y "consecuencia lógica" a menudo se usan indistintamente. Un argumento complejo es un argumento que implica varios pasos, en los que las conclusiones de los pasos anteriores figuran como las premisas de los pasos siguientes. Las inferencias y los argumentos pueden ser correctos o incorrectos. Esto depende de si las premisas realmente apoyan la conclusión o no, es decir, de si la conclusión se desprende de las premisas. Por ejemplo, se desprende de "Kelly está o en casa o en el trabajo" y "Kelly está en casa" que "Kelly no está en el trabajo". Pero no se desprende que "Kelly es aficionada al fútbol".
Una distinción importante con respecto a las inferencias es entre inferencias deductivas y ampliativas, también denominadas inferencias monotónicas y no monotónicas. Según Alfred Tarski, la inferencia deductiva tiene tres características centrales: (1) es formal, es decir, depende solo de la forma de las premisas y de la conclusión; (2) es a priori, es decir, no se necesita ninguna experiencia sensorial para determinar si se obtiene; (3) es modal, es decir, existe por necesidad para las proposiciones dadas, independientemente de cualquier otra circunstancia. Las inferencias deductivas necesariamente preservan la verdad: la conclusión no puede ser falsa si todas las premisas son verdaderas. Por esta razón, no pueden introducir nueva información que no se encuentre ya en las premisas y son no informativas en este sentido. Un problema con la caracterización de las inferencias deductivas como no informativas es que esto parece sugerir que son inútiles, es decir, no explica por qué alguien las utilizaría o estudiaría. Esta dificultad puede abordarse distinguiendo entre información profunda e información superficial. Desde este punto de vista, la lógica deductiva es no informativa en el nivel de información profunda, pero aún puede conducir a resultados sorprendentes en el nivel de información superficial al presentar ciertos aspectos de una manera nueva.
Las inferencias ampliativas, por otro lado, son informativas porque pretenden proporcionar nueva información. Esto ocurre a costa de perder el carácter necesariamente preservador de la verdad. La forma más prominente de inferencia ampliativa es la inducción. Una inferencia inductiva involucra proposiciones particulares como premisas, que se utilizan para inferir una proposición particular más o una generalización como conclusión. Las inferencias deductivas son la forma paradigmática de inferencia y son el foco principal de la lógica. Pero muchas inferencias sacadas en las ciencias empíricas y en el discurso cotidiano son inferencias ampliativas.

### Validez y falacias
Un problema central de la lógica es cómo distinguir los argumentos correctos o válidos de los incorrectos o inválidos. La filosofía de la lógica investiga cuestiones como qué significa que un argumento es válido. Esto incluye la cuestión de cómo debe entenderse este tipo de apoyo o de qué son los criterios bajo los cuales una premisa apoya una conclusión. Algunos lógicos definen la inferencia válida en términos de necesidad lógica: las premisas implican la conclusión si es imposible que las premisas sean verdaderas y la conclusión sea falsa. Esto también puede expresarse diciendo que la conjunción de las premisas y la negación de la conclusión es lógicamente imposible. Esta concepción trae consigo el principio de explosión, es decir, que de una contradicción se sigue cualquier cosa. Pero las inferencias válidas también pueden caracterizarse en términos de reglas de inferencia. Las reglas de inferencia gobiernan la transición de las premisas a la conclusión. Desde este punto de vista, una inferencia es válida si es conforme con una regla de inferencia apropiada.
La noción de inferencia válida está estrechamente relacionada con la de confirmación. Las inferencias válidas pertenecen a la lógica formal y son asociadas a los argumentos deductivamente válidos. Pero muchos argumentos que se encuentran en las ciencias y en el discurso cotidiano apoyan su conclusión sin asegurar su verdad. Caen en el ámbito de la lógica informal y también pueden dividirse en argumentos buenos y malos. En este sentido, por ejemplo, las observaciones pueden actuar como evidencia empírica que apoya una hipótesis científica. Esto suele entenderse en términos de probabilidad, es decir, que la evidencia aumenta la probabilidad de que la hipótesis sea verdadera.
De especial interés son las llamadas falacias, es decir, argumentos incorrectos que parecen ser correctos. Son incorrectos porque las premisas no apoyan la conclusión de la forma supuesta. Debido a su apariencia engañosa, pueden seducir a las personas para que los acepten y los usen. A menudo se identifican tres factores como las fuentes del error: forma, contenido y contexto.  La forma de un argumento se refiere a su estructura, es decir, a la regla de inferencia que emplea. Los errores en el nivel de la forma implican el uso de reglas de inferencia inválidas. Un argumento incorrecto en el nivel de contenido usa proposiciones falsas como premisas. El contexto de un argumento se refiere a la situación en la que se utiliza y al papel que se supone que desempeña. Un argumento puede ser falaz si no desempeña el papel previsto para él, como en la falacia del hombre de paja, cuando el argumentador ataca una posición demasiado débil que el oponente no tiene.
Se puede establecer una distinción importante entre las falacias a partir de estas fuentes de error: la que existe entre las falacias formales y las informales. Las falacias formales pertenecen a la lógica formal e involucran solo errores de forma al emplear una regla de inferencia inválida. Negar el antecedente es un tipo de falacia formal, por ejemplo, "Si Otelo es soltero, entonces es hombre. Otelo no es soltero. Por lo tanto, Otelo no es hombre". Las falacias informales pertenecen a la lógica informal y su principal fuente de error se encuentra en el nivel de contenido y contexto. Los falsos dilemas, por ejemplo, se basan en una premisa disyuntiva falsa que simplifica demasiado la realidad al excluir alternativas viables, como en "Stacey habló en contra del capitalismo; por lo tanto, debe ser comunista".
Ya que la lógica evalúa los argumentos como buenos o malos, la lógica enfrenta el problema de la naturaleza y justificación de las normas que guían estas evaluaciones. Esto es similar a las cuestiones encontradas en la metaética sobre cómo justificar las normas morales. Un enfoque de este tema es caracterizar las normas de la lógica como generalizaciones de las prácticas inferenciales que se encuentran en el lenguaje natural o en las ciencias. De esta manera, la justificación se hereda de las evaluaciones de las inferencias buenas y malas utilizadas en el campo correspondiente.

### Reglas definitorias y estratégicas
Una distinción importante entre las reglas de la lógica es la que existe entre las reglas definitorias y las estratégicas. Las reglas de inferencia son reglas definitorias: gobiernan qué inferencias son válidas. Y aunque el objetivo principal de la lógica ha sido distinguir las inferencias válidas de las inválidas, también hay un objetivo secundario a menudo asociado con la lógica: determinar qué pasos inferenciales se necesitan para probar o refutar una proposición dada basada en un conjunto de premisas. Este es el ámbito de las reglas estratégicas. Las reglas de inferencia especifican qué pasos están permitidos, pero guardan silencio sobre qué pasos deben tomarse para llegar a una cierta conclusión. La diferencia entre las reglas definitorias y las estratégicas se encuentra no solo en la lógica, sino también en varios juegos. En el ajedrez, por ejemplo, las reglas definitorias especifican que los alfiles solo pueden moverse en diagonal, mientras que las reglas estratégicas describen cómo se pueden usar los movimientos permitidos para ganar una partida, por ejemplo, controlando el centro o protegiendo al propio rey. Seguir las reglas definitorias determina si uno juega ajedrez u otro juego, mientras que seguir las reglas estratégicas determina si uno es un buen o un mal jugador de ajedrez. Tanto las reglas definitorias como las estratégicas deben distinguirse de las reglas descriptivas empíricas, que generalizan cómo las personas realmente sacan inferencias, ya sean correctas o incorrectas. En este sentido, las reglas definitorias son permisivas y las reglas estratégicas son prescriptivas, mientras que las generalizaciones empíricas son descriptivas. Violar las reglas definitorias de la lógica resulta en cometer falacias. Se ha argumentado que el enfoque casi exclusivo de los lógicos en las reglas definitorias de la lógica no está justificado. Desde este punto de vista, se debería dar más énfasis a las reglas estratégicas, ya que muchas aplicaciones de la lógica, como el problema del cambio racional de creencia, dependen más de las reglas estratégicas que de las definitorias.

## Metafísica de la lógica
La filosofía de la lógica está estrechamente relacionada con la filosofía de las matemáticas en muchos aspectos, especialmente en relación con sus aspectos metafísicos. La metafísica de la lógica se ocupa del estado metafísico de sus objetos y de las leyes que los gobiernan. Las teorías dentro de la metafísica de la lógica pueden dividirse a grandes rasgos en posiciones realistas y no realistas.
Los realistas lógicos sostienen que las leyes de la lógica son objetivas, es decir, independientes de los seres humanos y de sus formas de pensar. Desde este punto de vista, las estructuras que se encuentran en la lógica son estructuras del mundo mismo. Según una definición propuesta por Sandra LaPointe, el realismo lógico consiste en dos tesis: que existen hechos lógicos y que son independientes de nuestra constitución y nuestras prácticas cognitivas y lingüísticas. El realismo lógico suele interpretarse desde la perspectiva del platonismo, es decir, que hay un reino inteligible de objetos abstractos que incluye los objetos de la lógica. Desde este punto de vista, la lógica no se inventa, sino que se descubre. Una consecuencia importante de esta posición es que existe una clara brecha entre los hechos de la lógica en sí y nuestras creencias sobre estos hechos. Una dificultad de esta posición consiste en aclarar qué sentido de independencia se entiende cuando se dice que la lógica es independiente de los humanos. Si se entiende en el sentido más estricto posible, ningún conocimiento de ella sería posible, ya que una realidad totalmente independiente no podría desempeñar ningún papel en la conciencia humana. Otro problema es explicar la relación entre el mundo único y la pluralidad de los diferentes sistemas lógicos propuestos. Esto sugeriría que solo hay una lógica verdadera y que todos los demás sistemas lógicos son falsos o incompletos.
El realismo lógico es rechazado por los antirrealistas, quienes sostienen que la lógica no describe una característica objetiva de la realidad. El antirrealismo sobre la lógica a menudo toma la forma de conceptualismo o psicologismo, en los que los objetos de la lógica consisten en concepciones mentales o las leyes lógicas se identifican con leyes psicológicas. Esto puede incluir la tesis de que las leyes de la lógica no se pueden conocer a priori, como a menudo se sostiene, sino que se descubren a través de los métodos de la investigación experimental. Un argumento a favor del psicologismo se basa en la idea de que la lógica es una subdisciplina de la psicología: no estudia todas las leyes del pensamiento, sino solo el subconjunto de leyes correspondientes al razonamiento válido. Otro argumento se centra en la tesis de que aprendemos sobre las verdades lógicas a través del sentimiento de autoevidencia, que a su vez es estudiado por la psicología. Se han planteado varias objeciones al psicologismo, especialmente en la filosofía alemana alrededor del cambio del siglo XX en el llamado "Psychologismus-Streit". Una objeción se centra en la tesis de que las leyes de la lógica se conocen a priori, lo que no es cierto para las leyes empíricas estudiadas por la psicología. Otra señala que las leyes psicológicas suelen ser vagas, mientras que la lógica es una ciencia exacta con leyes claras.
El convencionalismo es otra forma de antirrealismo, en la que las verdades lógicas dependen de los significados de los términos utilizados, que a su vez dependen de las convenciones lingüísticas adoptadas por un grupo de agentes. Un problema para esta posición consiste en proporcionar una definición clara del término "convención". Las convenciones son regularidades ampliamente observadas. Pero no toda regularidad ampliamente observada es una convención: las convenciones incluyen un cierto factor normativo que distingue el comportamiento correcto del incorrecto, mientras que el comportamiento irregular no es automáticamente incorrecto. Otro problema es que las convenciones son contingentes, mientras que las verdades lógicas son necesarias. Esto pone en duda la posibilidad de definir la verdad lógica en términos de convención, a menos que se pueda dar una explicación plausible de cómo convenciones contingentes pueden fundamentar verdades necesarias.

## Historia
Entre las muchas aportaciones que hizo Aristóteles al conocimiento abstracto, sin duda la lógica formal - de la que fue indiscutiblemente creador - no solamente puede considerarse el más trascendental, sino aquel en que logró mejores y mayores aciertos. La principal aportación de Aristóteles fue la silogística, el estudio del procedimiento de raciocinio por medio del silogismo, en que de dos premisas se deduce una conclusión; también llamada lógica de las proposiciones o lógica "clásica". Los filósofos ulteriores, sobre todo los pertenecientes a la escuela estoica precristiana y a la escolástica medieval desarrollaron a fondo la lógica de las proposiciones; sistematizando y completando la silogística aristotélica así como llegaron a desarrollar las llamadas "lógicas modales".
El filósofo y matemático alemán Gottfried Wilhelm Leibniz (Leipzig, 1646 - Hannover, 1716) - cabe considerar el creador de la lógica matemática - desarrolló la idea de un calculus ratiocinator, mediante el cual se aplicaría un sistema de reglas a algunos conceptos generales precisamente definidos, lo que habilitaría a operar en el campo de las cuestiones filosóficas con los mismos procedimientos del razonamiento matemático. Esta idea tenía implícito el concepto de crear un método equivalente al de las ciencias exactas para alcanzar la certeza en cuanto a las cuestiones filosóficas; pero precisamente por su estrecha vinculación con especulaciones filosóficas sobre numerosos temas como la metafísica y la teodicea, el concepto quedó largo tiempo olvidado.
Fue así que la lógica matemática - también llamada lógica simbólica - se desarrolló efectivamente en el siglo XIX, especialmente a partir de George Boole (Inglaterra, 1815 - 1864), autor de la obra "Investigación de las leyes del pensamiento en que se fundan las teorías matemáticas de la lógica y la probabilidad", en que se originara la conocida como "álgebra booleana"; que conjuntamente con Frege consiguió construir cálculos lógicos rigurosamente formalizados, que permitieron aplicar a los problemas lógicos los procedimientos matemáticos. Con ello sentaron los fundamentos operativos de la tecnología de la moderna computación, que fueran ulteriormente desarrollados por las teorías de Emil Post y el célebre matemático inglés Alan Turing (Inglaterra, 1912-1954), creador de la Automatic Digital Machine que por primera vez permitió realizar cálculos mecanizados mediante el empleo de algoritmos.
La obra culminante de la lógica simbólica, la constituye "Principia mathematica" de Sir Bertrand Russell (Inglaterra, 1872-1970) y Alfred North Whitehead (Inglaterra, 1861 - E.U.A., 1947), realizada en tres tomos, entre los años 1910 y 1913. En esta obra, se sustenta el concepto de que las matemáticas puras se obtienen de premisas lógicas puras, de modo que los conceptos que las definen también son conceptos lógicos puros. Esta, a su vez, alcanza una repercusión trascendental no solamente en la informática en sí misma, sino en todas sus aplicaciones en la vida cotidiana; ya sea a nivel de la industria, las comunicaciones, y aún en una enorme variedad de elementos de uso y consumo cotidiano.
Teniendo clara conciencia de la forma en que, desde el fondo de los siglos, se proyecta hacia nosotros el esfuerzo intelectual de Aristóteles para habilitarnos a pensar correctamente; el empleo de las reglas de la lógica en otros campos, tales como las decisiones en el orden de la vida personal, política, económica y jurídica - en muchos de cuyos aspectos no suele ser frecuente aplicarla - debiera ser una importante preocupación para todos.

## Relación con otras disciplinas

### Ontología
Un tema central en la ontología es el problema de la existencia, es decir, si una entidad o un cierto tipo de entidad existe. Según algunos teóricos, el objetivo principal de la ontología es simplemente determinar qué existe y qué no existe. El tema de la existencia está estrechamente relacionado con los términos singulares, como los nombres, y con los cuantificadores existenciales ({\displaystyle \exists x}): a menudo se sostiene que estos dispositivos llevan consigo presuposiciones existenciales o compromisos ontológicos. Desde este punto de vista, oraciones como "{\displaystyle \exists x(Manzana(x))}" y "{\displaystyle Caballo(pegaso)}" implican compromisos ontológicos con la existencia de manzanas y Pegaso, respectivamente. El defensor más famoso de este enfoque es Willard Van Orman Quine, quien argumenta que los compromisos ontológicos de cualquier teoría pueden determinarse traduciéndola a la lógica de primer orden y leyéndolos a partir de los cuantificadores existenciales utilizados en esta traducción.
Un problema con este enfoque es que puede llevar a varios compromisos ontológicos controvertidos. Las matemáticas, por ejemplo, cuantifican sobre números en oraciones como "hay números primos entre 1000 y 1010". Esto significaría que el compromiso ontológico con la existencia de los números, es decir, el realismo sobre los números, ya está integrado en las matemáticas. Otro problema se debe al hecho de que el lenguaje natural contiene muchos nombres para entidades imaginarias, como Pegaso o Papá Noel. Pero si los nombres vienen con compromisos existenciales, entonces oraciones como "Papá Noel no existe" serían contradictorias. Dentro de la ontología, estos problemas se abordan a veces a través del platonismo o psicologismo al sostener que las entidades problemáticas existen, pero solo en forma de objetos abstractos o mentales, mientras carecen de existencia concreta o material. Dentro de la lógica, estos problemas pueden evitarse mediante el uso de ciertas formas de lógica no clásica. La lógica libre, por ejemplo, permite términos singulares vacíos, que no denotan ningún objeto en el dominio y, por lo tanto, no conllevan compromisos ontológicos. Esto a menudo se combina con un predicado de existencia, que puede utilizarse para especificar si un término singular denota un objeto en el dominio. Pero hablar de la existencia como un predicado es controvertido. Los opositores a este enfoque suelen señalar que la existencia es necesaria para que un objeto tenga predicados en absoluto y, por lo tanto, no puede ser uno de ellos.
La cuestión de la existencia trae consigo sus propios problemas en el caso de las lógicas de orden superior. La lógica de segundo orden, por ejemplo, incluye la cuantificación existencial no solo para los términos singulares sino también para los predicados. A menudo se considera que esto implica compromisos ontológicos no solo con los objetos regulares, sino también con las propiedades y relaciones instanciadas por estos objetos. Esta posición se conoce como realismo y a menudo se rechaza en la filosofía contemporánea debido a consideraciones naturalistas. Contrasta con el nominalismo, la visión de que solo existen individuos.

### Matemáticas
Las matemáticas y la lógica están relacionadas de varias maneras. Ambas se consideran ciencias formales y, en muchos casos, los desarrollos en estos dos campos ocurrieron en paralelo. La lógica proposicional, por ejemplo, es una instancia del álgebra de Boole. A menudo se afirma que las matemáticas pueden, en principio, basarse solo en la lógica de primer orden junto con la teoría de conjuntos. Metamath es un ejemplo de tal proyecto. Se basa en 20 axiomas de la lógica proposicional, la lógica de predicados de primer orden y la teoría de conjuntos de Zermelo-Fraenkel, y ya ha demostrado una cantidad significativa de teoremas matemáticos basados en estos axiomas. Estrechamente relacionado con este proyecto está el logicismo: la tesis defendida por Gottfried Wilhelm Leibniz y Gottlob Frege de que la aritmética es reducible solo a la lógica. Esto significaría que cualquier afirmación en la aritmética, como "2 + 2 = 4", puede expresarse en términos puramente lógicos, es decir, sin usar números u operadores aritméticos como la adición. En este caso, todos los teoremas de la aritmética serían derivables de los axiomas de la lógica. Si esta tesis es correcta depende de cómo se entiende el término "lógica". Si "lógica" solo se refiere a los axiomas de la lógica de predicados de primer orden, es falsa. Pero si se incluye la teoría de conjuntos o la lógica de orden superior, entonces la aritmética es reducible a la lógica.

### Ciencias de la computación
Una relación importante entre la lógica y la informática surge de los paralelos entre los conectivos proposicionales de la lógica proposicional y las puertas lógicas de las ciencias de la computación: ambos siguen las leyes del álgebra de Boole. Las proposiciones son falsas o verdaderas, mientras que las entradas y salidas de las puertas lógicas se denominan 0 y 1. Ambas usan tablas de verdad para ilustrar el funcionamiento de los conectivos proposicionales y las puertas lógicas. Otra relación importante con la lógica consiste en el desarrollo de software lógico que puede ayudar a los lógicos a formular pruebas o incluso automatizar el proceso. Prover9 es un ejemplo de un probador de teoremas automatizado para la lógica de primer orden.

### Psicología
Se puede establecer una conexión muy estrecha entre la psicología y la lógica si la lógica se ve como la ciencia de las leyes del pensamiento. Una diferencia importante entre la psicología y la lógica en vista de esta caracterización es que la psicología es una ciencia empírica que tiene como objetivo estudiar cómo piensan realmente los seres humanos. La lógica, por otro lado, tiene como objetivo descubrir las leyes del razonamiento correcto, independientemente de si el pensamiento humano real a menudo no alcance este ideal. El psicólogo Jean Piaget aplicó la lógica a la psicología utilizándola para identificar diferentes etapas del desarrollo psicológico humano. En su opinión, la capacidad de razonar lógicamente solo surge en una cierta etapa del desarrollo del niño y puede usarse como criterio para distinguirla de las etapas anteriores.

### Figuras destacadas
| - Aristóteles - George Boole - Rudolf Carnap - Alonzo Church - Augustus De Morgan - Michael Dummett | - Gottlob Frege - Kurt Gödel - Georg Hegel - Immanuel Kant - Gottfried Leibniz - John Stuart Mill | - Charles Peirce - Arthur Prior - Willard van Orman Quine - Bertrand Russell - Alfred Tarski - Ludwig Wittgenstein |